# Jasiów
Jasiów – wieś w Polsce położona w województwie świętokrzyskim, w powiecie kieleckim, w gminie Zagnańsk.
W latach 1975–1998 miejscowość administracyjnie należała do województwa kieleckiego.
W 1827 r. wieś liczyła 21 domów i 153 mieszkańców. W tym czasie funkcjonowała tu kuźnica z ogniskiem fryszerskim oraz ognisko kowalskie z młotem narzędziowym. Przerabiały one surówkę z huty "Józef" w niedalekim Samsonowie. Ze względu na okresowe braki wody w Bobrzy, napędzającej koło wodne kuźnicy, zakład dawał niewielką produkcję, rzędu 500-700 cetnarów wyrobów rocznie.
Przez wieś przechodzi zielony szlak turystyczny z Bliżyna do Zagnańska.